# Pedro Pereira (futebolista)
Pedro Pereira (Braga, 3 de Janeiro de 1984) é um futebolista português, que joga habitualmente a médio.
Estreou-se como futebolista profissional ao serviço do Sporting Clube de Braga, mas foi ao serviço do Clube de Futebol Estrela da Amadora que se destacou. No início da época 2009/2010 foi anunciada a sua contratação pelo Clube Desportivo das Aves. No Verão de 2015, Pedro Pereira assina um contrato válido por uma época pelo Sport Clube de Freamunde.